# Talant Dujshebaev
Pour les articles homonymes, voir Dujshebaev.
Talant Dujshebaev (en russe : Талант Мушанбетович Дуйшебаев, transcrit en français en Talant Mouchanbetovitch Douïchebaïev), né le 2 juin 1968 à Frounzé dans la RSS kirghize en URSS (aujourd'hui Bichkek au Kirghizistan), est un handballeur anciennement russe naturalisé espagnol en 1995, évoluant au poste de demi-centre. Il fait partie des meilleurs joueurs de l'histoire du handball mondial, étant l'un des cinq joueurs à avoir été élu meilleur handballeur mondial de l'année à deux reprises (en 1994 et 1996). Champion olympique en 1992 avec l'Équipe unifiée puis champion du monde en 1993 avec la Russie, il n'est pas parvenu à remporter de nouveaux titres avec l'Espagne, échouant deux fois en finale des Championnats d'Europe (1996 et 1998) et remportant deux médailles de bronze olympiques en 1996 et 2000.
Reconverti entraîneur depuis 2005, il a notamment remporté quatre Ligue des champions ainsi que dix championnats nationaux avec les deux clubs qu'il a dirigé, le BM Ciudad Real puis le KS Kielce. Depuis 2014, il a également eu la charge d'une équipe nationale, tout d'abord la Hongrie puis la Pologne, mais les deux expériences de 14 mois se sont soldées par deux échecs sportifs. Ses fils Daniel Dujshebaev et Alex Dujshebaev sont internationaux espagnols. 

## Biographie

### Carrière de joueur
Talant Douïchebaïev commence le handball à 14 ans dans sa ville natale au Bourevestnik de Frounzé en RSS du kirghize. Très vite, il s'impose comme l'un des meilleurs joueurs de son équipe et à l'automne 1985, il est recruté par le Kountsevo Moscou. Il est ensuite enrôlé dans l'armée et arrive alors au club de l'armée, le CSKA Moscou, qui vient de remporter la Coupe des coupes en 1987. Néanmoins, Douïchebaïev joue surtout avec l'équipe junior et il ne figure pas dans l'effectif qui remporte la Coupe des clubs champions en 1988. Pourtant, en 1988, un an après son arrivée dans sa nouvelle équipe, Douïchebaïev devient le capitaine du CSKA mais le club subit alors la domination du SKA Minsk et le seul nouveau fait d'armes du club est la Coupe de l'IHF (C3) en 1991 où le CSKA est battu en finale par une autre ancienne gloire du handball international, le RK Borac Banja Luka du jeune Andrej Golić.

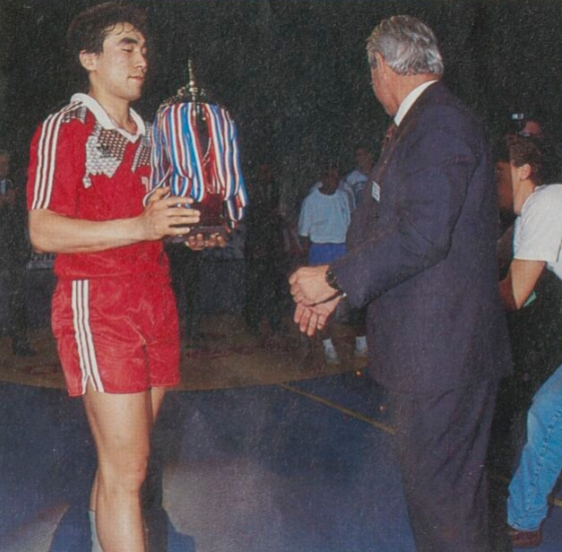
Talant Dujshebaev avec le trophée du meilleur joueur du tournoi de Paris, disputé avec la CEI en février 1992.

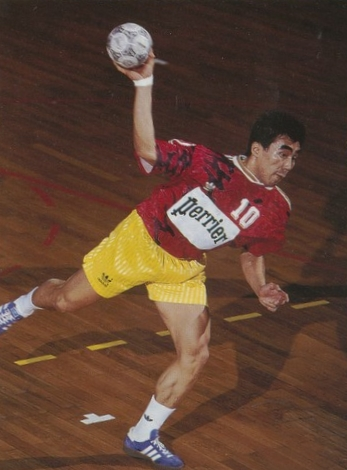
Talant Dujshebaev avec le maillot de la sélection mondiale en 1992.

Du temps de l'Union soviétique, il participe notamment au Championnat du monde espoirs en 1989 (pl) où il conduit ses coéquipiers à la victoire en marquant notamment 12 buts en finale. Puis avec les seniors, il remporte la Supercoupe des nations en Supercoupe des nations 1989 (de) et les Goodwill Games de 1990. Mais c'est sous l'égide de la Équipe unifiée qu'il participe à sa première grande compétition internationale : aux JO de 1992 à Barcelone, il est sacré champion olympique, termine meilleur buteur et est élu meilleur demi-centre de la compétition.
Après cette consécration olympique, il décide de rester en Espagne au Teka Santander. En cinq saisons pour le club du nord de l'Espagne, il remporte deux championnats d'Espagne en 1993 et 1994, trois Coupes ASOBAL en 1993, 1994 et 1997 ainsi que deux coupes d'Europe, la Coupe de l'IHF en 1993 puis la première édition de la Ligue des champions en 1994. 
Bien que d'origine Kirghize, la Russie ne laisse pas partir son joyau et c'est avec l'équipe nationale russe qu'il est sacré champion du monde en 1993. Néanmoins, Dujshebaev « ne se considérait pas comme un russe ». À l'inverse, l'Espagne l'a accueilli les bras ouverts en 1992, si bien qu'il a décidé de devenir Espagnol. Le décret royal numéro 223/1995, daté du 10 février 1995, stipule alors que Talant Dujshebaev Mushanbetova est naturalisé espagnol. Ainsi, il peut porter le maillot ibérique à compter du 21 mars, soit deux ans après son ultime sélection avec la Russie lors de la finale face à la France, totalisant 81 sélections avec l'URSS, la CEI et enfin la Russie.
Pour son premier match sous les couleurs espagnoles le 21 avril 1995 au tournoi des 4 Nations face à la Suisse, il marque 8 des 22 buts de l'Espagne puis 6 autres deux jours plus tard lors de la victoire face à la... Russie. Puis en mai, il participe au championnat du monde 1995, compétition dont il est élu meilleur arrière gauche. Par la suite, il glane des honneurs avec la sélection ibérique (deux fois deuxième au Championnat d'Europe en 1996 et 1998 et double médaillé de bronze aux Jeux olympiques en 2000 et 2004), mais ne remporte aucun titre. Il prend sa retraite internationale après la défaite aux tirs au but face à l'Allemagne en quart de finale des Jeux olympiques d'Athènes en 2004. L'année suivante, sans lui, l'Espagne deviendra championne du monde.
En 1997, après cinq saisons au Teka Santander, il quitte l'Espagne pour rejoindre l'Allemagne et le TuS Nettelstedt pour une saison puis le GWD Minden pour trois saisons, mais il n'y remporte aucun titre. Enfin, en 2001, il revient en Espagne à l'ADC Ciudad Real, ambitieux club qui veut concurrencer le FC Barcelone et le Portland San Antonio et qui deviendra effectivement le meilleur club d'Europe de la fin des années 2000. Son palmarès est alors agrémenté de deux nouvelles Coupe des coupes en 2002 et 2003 et d'une finale de la Ligue des champions en 2005 ainsi que le championnat d'Espagne en 2004 et deux nouvelles Coupes ASOBAL en 2004 et 2005.
Sur le plan individuel, Dujshebaev a été élu meilleur handballeur mondial de l'année à deux reprises par la fédération internationale (1994 et 1996). Il a été aussi élu 2e meilleur joueur du XXe siècle par l'IHF en 2000 derrière le suédois Magnus Wislander. Il était considéré comme un feu follet, capable d'emballer une rencontre ou de la faire basculer pour son équipe, notamment par la qualité de sa défense et ses interceptions, ainsi que par ses tirs souvent impromptus et surprenants.

### Carrière d'entraineur

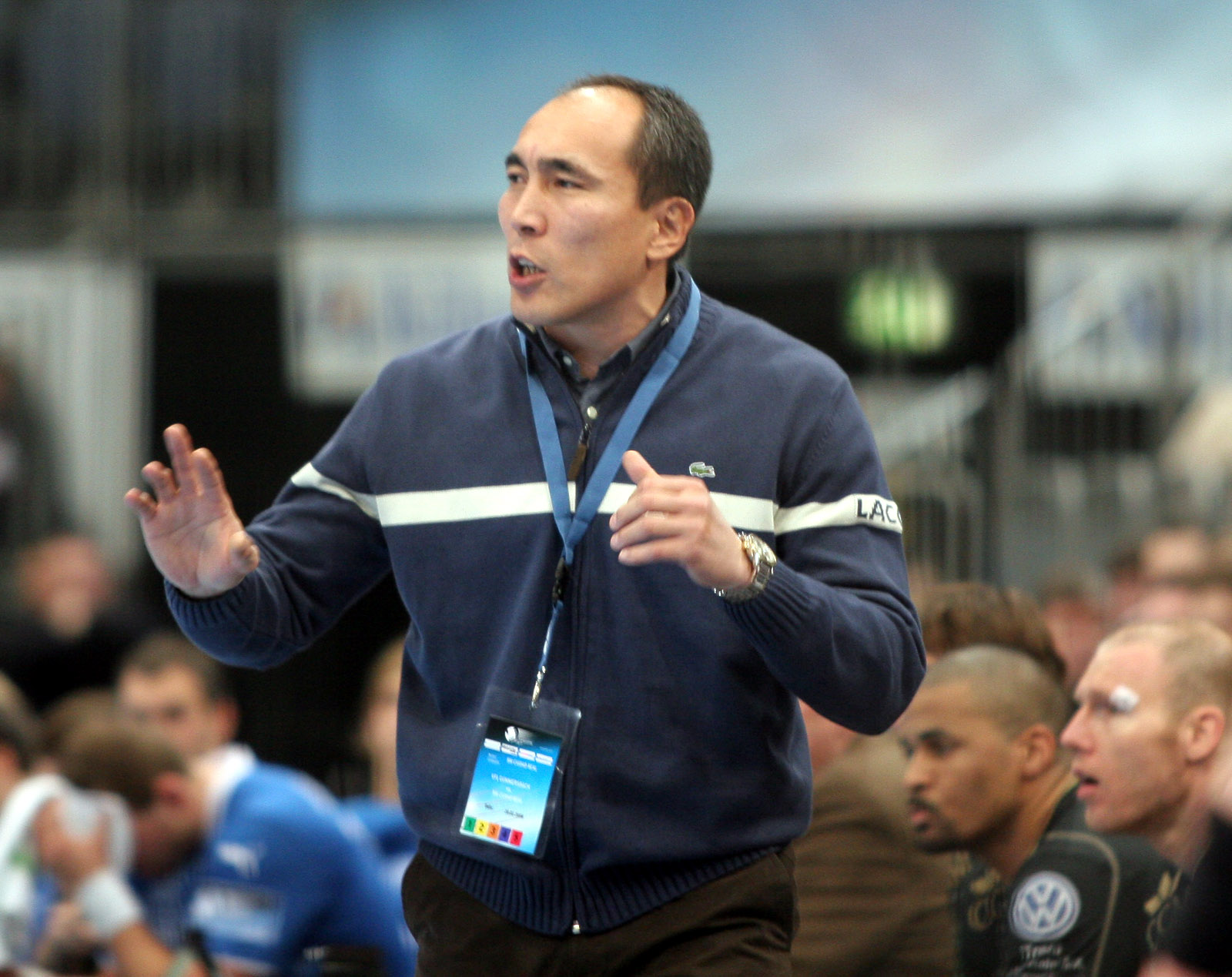
Talant Dujshebaev, entraîneur du BM Ciudad Real en 2008.

Un important changement se produit à l'été 2005 : Talant Dujshebaev prend sa retraite sportive mais reste au club puisqu'il en devient l'entraîneur, en lieu et place de Juan de Dios Román, prenant comme adjoint Raúl González Gutiérrez qui vient également d'arrêter sa carrière au BM Valladolid.
Et c'est un pari réussi pour le club et Dujshebaev puisqu'il remporte la Ligue des champions pour sa première saison en tant qu'entraîneur.
En septembre 2006, à la suite de la blessure au genou de Uroš Zorman, il reprend du service en tant que joueur pour quelques mois. Le retour tourne court puisqu'en juin 2007, l'IHF le condamne à un an de suspension en tant que joueur et à 5 000 euros d'amende après une agression sur un joueur algérien du Mouloudia Club d'Alger, Abdelmalek Slahdji, au cours du Coupe du monde des clubs,,.
Néanmoins, Dujshebaev fait bien de Ciudad Real le meilleur club d'Europe de la fin des années 2000 avec notamment quatre Championnats d'Espagne consécutifs entre 2007 et 2010 et deux autres Ligue des champions en 2008 et 2009, sa saison 2007-2008 étant la plus aboutie puisqu'il remporte la Ligue des champions et réalise sur le plan national un quadruplé Championnat - Coupe du Roi - Coupe ASOBAL et Supercoupe d'Espagne.
En 2011, le BM Ciudad Real est en proie à d'importantes difficultés financières. Le club est alors transféré à Madrid et devient le BM Atlético de Madrid. Au terme de la saison 2012-2013, malgré les difficultés qui persistent, Dujshebaev a confiance en l'avenir de son club au point de refuser une offre qatarienne et de faire venir son fils Alex, grand espoir du handball espagnol. Après le tirage au sort des groupes de la Ligue des champions 2013-2014, Dujshebaev n'a pas pour autant revu ses ambitions à la baisse et vise la première place du groupe. Pourtant, le 9 juillet 2013, le club dépose le bilan et annonce sa disparition,. Dujshebaev se retrouve alors sans club pour le début de la saison 2013-2014.
En janvier 2014, après avoir reçu de nombreuses propositions, il signe un contrat de 3 ans et demi pour le club polonais de KS Kielce et succède à compter du mois de février à Bogdan Wenta qui devient manager général du club. Il y réalise chaque saison les doublés championnat-Coupe de Pologne et, en point d’orgue, remporte sa quatrième Ligue des champions en 2016. 
Le 8 octobre 2014, il est nommé sélectionneur de l'équipe de Hongrie masculine. Il conserve également son poste d'entraîneur du club polonais de Kielce. L'équipe n'étant pas qualifiée au Championnat du monde 2015, c'est à l'occasion du Championnat d'Europe 2016 en Pologne que Dujshebaev mène pour la première fois son équipe dans une compétition majeure. Mais l'équipe est éliminée dès le premier tour, rate sa qualification pour les Jeux olympiques de 2016 de Rio de Janeiro et, malgré son mea culpa, il est démis de ses fonctions.
Un mois plus tard, il est nommé à la tête de l'équipe nationale de Pologne et parvient à qualifier la Pologne pour les Jeux olympiques de Rio. Néanmoins, il ne parvient pas à qualifier la Pologne à l'Euro 2018 et donne sa démission 14 mois après son entrée en fonction.
Il redevient ensuite entraîneur du KS Kielce à plein temps.

### Liens de parenté
Son fils aîné, Alex, né le 17 décembre 1992, est un grand espoir du handball espagnol. Après avoir fait ses classes dans les équipes jeunes du club entrainé par son père, BM Ciudad Real, il est prêté pour la saison 2012-13 au BM Aragón. Fort d'une très belle saison marquée par un titre de meilleur buteur (198 buts) et meilleur arrière droit de la Liga, il est censé devenir un joueur important de l'Atlético. Toutefois, après le dépôt de bilan de celui-ci, Alex trouve un autre point de chute en Macédoine au RK Vardar Skopje. Il rejoint ensuite son père au KS Kielce.
En septembre 2013, son fils cadet, Daniel né en 1997, est recruté par le FC Barcelone pour jouer avec son équipe junior. Il sera lui aussi ensuite recruté en 2017 par le club polonais où exerce son père, le KS Kielce.

## Parcours de joueur

### Palmarès en clubs
Compétitions internationales
- Vainqueur de la Ligue des champions (1) : 1994
  - Finaliste en 2005
- Vainqueur de la Coupe des coupes (3) : 2002 et 2003
- Vainqueur de la Coupe de l'IHF (1) : 1993
  - Finaliste en 1991
- Vainqueur de la Supercoupe d'Europe  (1) : 2005

Compétitions nationales
- Vainqueur du Championnat d'Espagne (3) : 1993, 1994, 2004
- Vainqueur de la Coupe ASOBAL (5) : 1993, 1994, 1997, 2004, 2005
- Vainqueur de la Supercoupe d'Espagne (1) : 2005

### Palmarès en équipes nationales
Jeux olympiques
- Médaille d'or aux Jeux olympiques 1992 de Barcelone avec  Équipe unifiée de l’ex-URSS
- Médaille de bronze aux Jeux olympiques 1996 d'Atlanta avec  Espagne
- Médaille de bronze aux Jeux olympiques 2000 de Sydney avec  Espagne
- 7e place aux Jeux olympiques 2004 d'Athènes avec  Espagne

Championnats du monde
- Médaille d'or au Championnat du monde 1993 avec  Russie
- 11e place au Championnat du monde 1995 avec  Espagne
- 8e place au Championnat du monde 1997 avec  Espagne

Championnats d'Europe
- Médaille d'argent au Championnat d'Europe 1996 en Espagne avec  Espagne
- Médaille d'argent au Championnat d'Europe 1998 en Italie avec  Espagne
- Médaille de bronze au Championnat d'Europe 2000 en Croatie avec  Espagne

Autres
- Médaille d'or au Championnat du monde espoirs en  1989 avec  Union soviétique
- Médaille d'or aux Goodwill Games de 1990 avec  Union soviétique

### Distinctions individuelles
- Élu meilleur handballeur mondial de l'année en 1994 et 1996
- Élu 2e meilleur joueur du XXe siècle par l'IHF en 2000 (derrière le suédois Magnus Wislander)
- Élu meilleur joueur du Championnat d'Europe 1996
- Élu meilleur joueur du Championnat du monde 1997
- Élu meilleur demi-centre des Jeux olympiques 1992 et 2000
- Élu meilleur demi-centre du Championnat du monde 1995
- Élu meilleur demi-centre du Championnat d'Europe 1998
- Meilleur buteur des Jeux olympiques 1992
- En son honneur, le numéro de maillot no 10 a été retiré par le BM Ciudad Real en 2005[26]
- Nommé au Temple de la renommée de la Fédération européenne de handball en 2023
- Nommé au Temple de la renommée de l'ASOBAL en 2024

## Parcours d'entraîneur
- BM Ciudad Real/Atlético de Madrid : de 2005 à 2013
- KS Kielce : depuis janvier 2014
- équipe nationale de Hongrie : d'octobre 2014 à janvier 2016
- équipe nationale de Pologne : de mars 2016 à mai 2018

### Palmarès en clubs
Compétitions internationales
- Vainqueur de la Ligue des Champions  (4) : 2006, 2008, 2009, 2016
  - Finaliste : 2011, 2012, 2022, 2023
- Vainqueur de la Supercoupe d'Europe  (2) : 2006 (entraîneur-joueur), 2008
- Vainqueur de la Coupe du monde des clubs (3) : 2007, 2010, 2012

Compétitions nationales
- Vainqueur du Championnat d'Espagne  (4) : 2007 (entraîneur-joueur), 2008, 2009, 2010
- Vainqueur de la Coupe du Roi (4) : 2008, 2011, 2012, 2013
- Vainqueur de la Coupe ASOBAL  (4) : 2006, 2007, 2008, 2011
- Vainqueur de la Supercoupe d'Espagne  (3) : 2008, 2011, 2012
- Vainqueur du Championnat de Pologne (8) : 2014, 2015, 2016, 2017, 2018, 2019, 2020, 2021
- Vainqueur de la Coupe de Pologne (7) : 2014, 2015, 2016, 2017, 2018, 2019, 2021

### Palmarès en équipes nationales
- 12e place au Championnat d'Europe 2016 avec  Hongrie